# ふりフリ 〜ふつうのまいにちにわりこんできた、フシギなリンジンたちのおはなしおはなし〜
『ふりフリ 〜ふつうのまいにちにわりこんできた、フシギなリンジンたちのおはなしおはなし〜』は、2008年8月29日に130cmから発売されたアダルトゲームである。
原画を担当した泉水いこにとっては本作がデビュー作である。

## あらすじ
星降り台という町は、謎の落下物・ガラクタによる観光が成り立っていた。夏のある夜、主人公・穐 春秋（あき はるあき）はガラクタの落下を目撃する。落下地点には光るかけらがあったものの、春秋が手にしたとたん光は失われる。春秋がそのかけらを持ち帰ろうとしたその時、2つの光とともに、2人の少女が姿を現す。
その少女たち…大魔王・ホロビの従者・桃瀬 みのりと、ホロビの宿敵である勇者・メルルーサの後継者・鳳 潤の激戦に巻き込まれる形で、春秋は死亡する。そして、彼はガラクタの力によってホロビと融合する形で復活を果たした。さらに、盗賊国家の王女である馬子（まこ）と鹿子（かこ）のオストヴィント姉妹がガラクタ目当てで星降り台に乗り込んだことから、騒ぎはより大きくなる。

## 登場人物
穐 春秋（あき はるあき）
本作の主人公であり、ガラクタ同好会の会長でもある。
桃瀬 みのり （ももせ みのり）
声：青井美海
大魔王・ホロビの従者で、異世界から星降り台を訪れた。ホロビに忠誠を誓う一方、きわめて強い食欲ゆえにトラブルが多い。
鳳 潤 （おおとり じゅん）
声：ウサダウサコ
ホロビの宿敵である勇者・メルルーサの後継者で、みのりとの戦いの末に星降り台へ来た。
生真面目な性格で、勇者としての責務を果たそうとする一方、年相応の少女としての感情もある。
馬子（まこ）＝フォン＝オストヴィント&鹿子（かこ）＝フォン＝オストヴィント
声：姫川あいり
盗賊国家の王女である双子の姉妹で、異世界から出入りしては略奪を繰り返しており、従者のギムギムの身を連れて星降り台を訪れた。二人そろって享楽的な性格かつ派手好きであることに加え、わがままな性格をしている一方、彼女たちなりに気遣いを見せることもある。
月詠 かぐや （つくよみ かぐや）
声：鶴屋春人
春秋の同級生で、彼に好意を持っている。
高幡 輪子 （たかはた りんこ）
声：亜衣
学園の三年生で、新聞同好会では写真担当として特ダネを求めて奔走している。
新堂 沙雪 （しんどう さゆき）　
声：青井美海
春秋の同級生で、同級生の修治とは恋人同士。また新聞同好会では記事を担当しており、暴走しがちな輪子のストッパー役でもある。
陸 修治 （くが しゅうじ）
声：本多啓吾
春秋の同級生で、新聞同好会から見れば部外者だが、沙雪の恋人という立場から騒ぎに巻き込まれることが多い。
穐 冬夏 （あき とうか）
声：黒崎倫
春秋の姉にして、ガラクタ研究機関の主任研究員を務めている。酒とたばこが好き。
森永 こみみ （もりなが こみみ）
声：藤堂みさき
ガラクタ研究機関の研究員で、冬夏の同僚にあたる。
ホロビ
声：三園あすか
あらゆる世界を征服してきた大魔王を自称する存在。メルルーサとの激戦の末に星降り台へ逃げ込んだ際、春秋と融合する。
メルルーサ
声：越田直樹
あらゆる世界を救ってきた勇者で、"鉄槌王"の異名を持つ。ホロビとの激戦の末、呪いによって魚の姿にされてしまう。
ゴルグダード・ギムギムIII世
声：伊藤なつめ
オストヴィント家に伝わるガーディアンで、通称は"ギムギム"である。泡のような見た目をしており、分裂や膨張も可能。

## 制作

### キャスティング
メインキャラクター・月詠 かぐや役の鶴屋春人は本作が初めてのアダルトゲーム作品である。鶴屋は2024年の「BugBug」とのインタビューの中で、事務所のマネージャーが複数の声優を呼んで、オーディション用のサンプルボイスを録らせた後、まとめてメーカーに送っていたと話している。前述のとおり鶴屋にとっては初めての成人向け作品だったことから、当初はマネージャーの気遣いから性的なシーンのない役を割り振られていたが、見学していた際にほかのキャラクターも演じることを提案されてかぐやを演じたところ、起用に至った。なお、鶴屋自身は性的な場面についての抵抗感は全くなく、芝居の一環として割り切っていたと「BugBug」とのインタビューの中で振り返っている。また、メインキャラクターとしての出演や、初めてたくさんのセリフをしゃべったことから、感動したと鶴屋は振り返っている。

## 反響
本作はGetchu.comによる2008年8月のPCゲームセールスランキングで7位にランクインした 。